# Xuan Zong
Tang Xuan Zong (唐玄宗T, Táng XuánzōngP; 8 settembre 685 – 3 maggio 762) nato col nome Li Longji (李隆基T, Lǐ LōngjīP), fu il sesto imperatore della dinastia Tang.

## Biografia
Nel 710 Xuan Zong cospirò con sua zia, la principessa Taiping, per impedire all'imperatrice Wei, moglie dell'imperatore Zhong Zong, suo zio da poco defunto, di usurpare il potere. Uccisa Wei in un colpo di palazzo mise sul trono suo padre, l'imperatore Rui Zong. Due anni dopo, l'8 settembre del 712, lo stesso Xuan Zong succedeva al trono dopo l'abdicazione del padre il quale ricevette il titolo di Taishang Huang (太上皇). Di fatto suo padre continuò a regnare fino al colpo di palazzo del 29 luglio 713, e Xuan Zong ottenne pieni poteri il 30 luglio.
La dinastia Tang raggiunse l'apice della sua potenza durante la prima metà del suo regno, periodo noto come Minghuang (712-756) e popolarmente chiamato epoca Kaiyuan (開元之治). 

Xuan Zong rimane famoso come patrono delle arti e per la sua storia d'amore con Yang Guifei, la giovane moglie del principe Shou (壽王), suo figlio. Dopo aver decretato il loro divorzio e dopo due anni di vita monacale da parte di Guifei, Xuan Zong la dichiarò sua consorte. Per lei fece riedificare l'antico palazzo di Huaqing sulle sorgenti termali ai piedi dei monti Lishan.
Con l'estraniarsi dell'imperatore dagli affari politici a causa di Yang Guifei, la gestione dell'impero fu prima appannaggio di Li Linfu, considerato corrotto dalla successiva storiografia cinese, quindi da suo cugino Yang Guozhong, in seguito tacciato di dissolutezza, ed infine dall'eunuco di corte Gao Lishi.
Nel frattempo i governatori militari, jiedushi, presero sempre più potere nelle regioni di frontiera. Tra questi An Lushan, di origini turco-sogdiane, che nel 755 iniziò la celebre Ribellione di An Lushan, arrivando in soli sei mesi a conquistare la città di Luoyang e quindi la capitale Chang'an.
Xuan Zong fuggì nel Sichuan con Yang Guifei e Yang Guozhong che furono uccisi su pressione dell'esercito che attribuiva loro la causa della debolezza dell'impero.
Il figlio di Xuan Zong, Su Zong, fu proclamato imperatore dall'esercito il 12 agosto 756 ma Xuan Zong ne venne informato solo il 10 settembre 756, data che segna la fine de facto del suo regno. Morì nel 762, poco prima che la ribellione fosse domata.
La dinastia Tang non si sarebbe più risollevata completamente dalle distruzioni della seconda metà del regno di Xuan Zong.

## Nomenclatore
Nota generale: le date corrispondono al calendario giuliano e non al calendario gregoriano
Nome postumo completo: Imperatore Zhidao Dasheng Daming Xiao (至道大聖大明孝皇帝)

Dinastia: Tang (唐)

Nome di cortesia zi: Longji (隆基)

Nome postumo templare: Xuan Zong (玄宗)